# 内田刃物工業
内田刃物工業株式会社（うちだはものこうぎょう）は、茶摘機メーカー。
本社所在地は静岡県菊川市本所2123-4。

## 主要な製品
製茶業関連の機械・機器を製造している。
- レール型茶園管理システム
- 乗用型茶摘採機
- 自走型茶摘採機
- バリカン茶摘機
- 乗用型病害虫防除機

## 歴史
- 1915年（大正4年） 内田三平が茶鋏を発明